# Ла Кава (Терамо)
Ла Кава (итал. La Cava) је насеље у Италији у округу Терамо, региону Абруцо.
Према процени из 2011. у насељу је живело 3 становника. Насеље се налази на надморској висини од 273 м.